# Sea View FC
Der Sea View Football Club (auch als Seaview Football Club geschrieben) ist ein Fußballverein aus Bakau-Fajara im westafrikanischen Staat Gambia, einem Ort nahe der Hauptstadt Banjul. Der Verein stieg 2006 in die GFA League First Division auf. Obwohl man in die Saison 2009/10 mit dem Gewinn des Africell Eda Carr Pre-season Tourney startete, stand man am Saisonende auf dem letzten Tabellenplatz und stieg in die GFA League Second Division ab. Die Meisterschaft wurde noch nie gewonnen.
Trainiert wird die Mannschaft von Alagie Sarr.